# Юндінхе
Юндінхе́ — річка на сході Китаю, складова річки Хайхе. Довжина близько 700 км, площа басейну 48,5 тисяч км². Тече по нагір'ю Шансі і Великій Китайській рівнині.
В ущелині Гуаньтіншань — гідровузол (водосховище площею близько 220 км², ГЕС). Використовуєтьсядля зрошення і водо- та енерго постачання Пекіну. На рівнині судноплавна.